# Château de Leyrat
Le château de Leyrat, aussi appelé localement château de Barbe Bleue est château médiéval en ruine situé dans une boucle de la Voueize sur la commune de Chambon-sur-Voueize (Creuse).

## Historique
Le château date des Xe et XIe siècles.
Des légendes ont couru sur ce lieu. Un souterrain menant à la rivière Voueize aurait abrité le cadavre d’un adepte de magie noire. C'est ainsi qu'il fut progressivement associé à la terrifiante figure du plus fameux mage noir: Barbe Bleue.

## Architecture

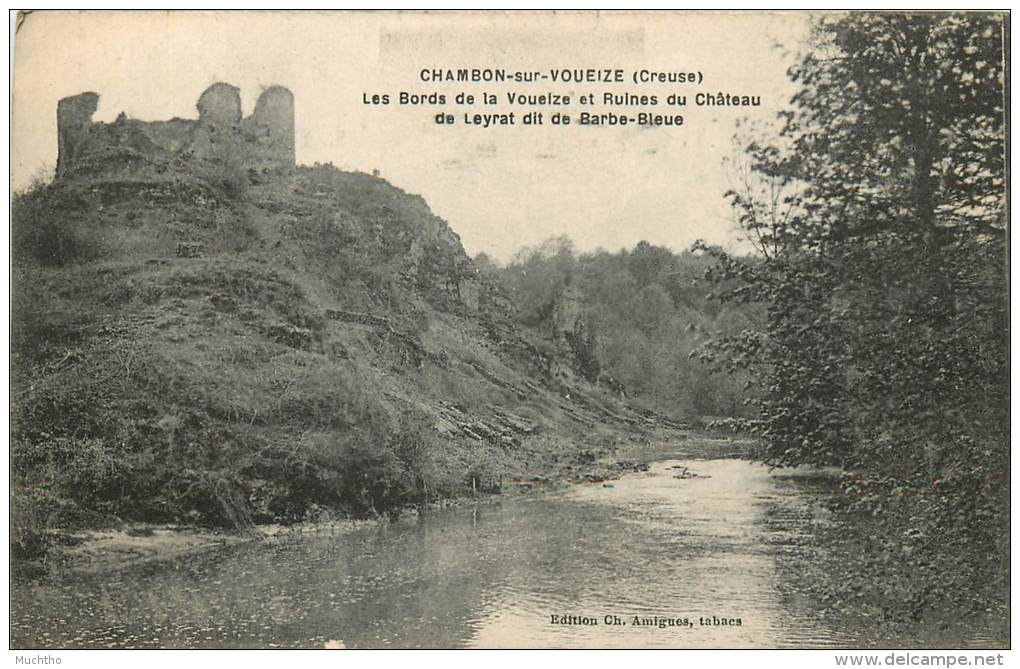
Carte postale ancienne des ruines du château

À l'époque médiévale, le château était entouré d'un fossé défensif sur son côté sud. Le côté nord étant protégé par une falaise.
Les ruines présentent encore des murs de 2m d'épaisseur, attestant de son but hautement défensif.
Ces constructions surplombent la vallée d'environ quarante mètres.
Une partie du château aurait été aménagée en logis féodal, car il fut habité.